# Loureiro
Die Weißweinsorte Loureiro ist eine autochthone Rebsorte aus Nordportugal.

## Verbreitung
Empfohlen ist ihr Anbau in den Regionen Douro und Minho. Zugelassen ist sie in Ribatejo, Oeste und den Azoren. In Portugal beträgt die bestockte Fläche ca. 2.384 Hektar. In Spanien ist die Sorte unter dem Namen Loureira bekannt und wird dort in Galicien auf ca. 194 Hektar angebaut. Zugelassen ist sie in den Weinbaugebieten Rías Baixas, Ribeira Sacra und Ribeiro.

## Eigenschaften
Die wuchskräftige, spätreifende Sorte erbringt aromatische Weine. Im Verschnitt werden sie gerne mit den Sorten Alvarinho oder Trajadura ausgebaut und werden zum Beispiel im Vinho Verde verwendet.
Es gibt auch eine rote Spielart namens Loureiro Tinto, die sehr wahrscheinlich durch Mutation aus Loureiro entstanden ist. Loureiro Tinto ist in Galicien zugelassen.

## Synonyme
‘Amarnate’, ‘Arinto’, ‘Arinto Branco’, ‘Baiao’, ‘Basto’, ‘Branco Redondo’, ‘Branco Redondos’, ‘Dorado’, ‘Dourada’, ‘Dourado’, ‘False Pedro’, ‘Gallego Dourado’, ‘Loeireiro Blanco’, ‘Loureira’, ‘Loureiro’, ‘Loureiro Branco’, ‘Marques’, ‘Marquez’, ‘Rutherglen Pedro’